# Великий похід-5
«Вели́кий похід 5» (长征五号, Chángzhēng wǔ hào, Changzheng 5 (CZ-5), Чанчжен у, ВП-5) — перспективна серія китайських важких ракет-носіїв, що розробляється Китайським дослідним інститутом ракетної техніки (CALT).
Станом на 2011 рік, планується реалізувати шість різних конфігурацій ракети-носія з масою виведення корисним навантаженням до 25 000 кг на низьку опорну орбіту (НОО) і до 14 000 кг на геостаціонарну орбіту (ГСО). Перший запуск ракети-носія ВП-5 здійснено 3 листопада 2016 року з космодрому Веньчан на острові Хайнань.

## Історія проєктування та перший запуск
Провідним розробником ракети-носія ВП-5 є Лун Лехао. Основним призначенням ВП-5 буде задоволення потреби КНР у виведенні вантажів на низьку опорну і геостаціонарну орбіти в наступні 20—30 років. Проєкт був анонсований у лютому 2001 року з початком розвитку у 2002 році, перший запуск ракети-носія передбачався у 2008 році. Проте фінансування було виділене тільки у 2007 році, як було повідомлено розробниками проєкт під час виставки в Дунбеї.
30 жовтня 2007 року було почато будівництво заводу для ракети-носія ВП-5 в місті Тяньцзінь біля порту, яку передбачається використати при доставленні великих блоків ракети-носія до стартових майданчиків (доставлення центрального блоку п'ятиметрового діаметра можлива тільки водним транспортом). Ракети транспортуватимуться у Веньчан, острів Хайнань. Новий завод матиме площу більше півмільйона квадратних метрів, вартість будівництва складе понад 4500 млн юанів (650 млн дол.), першу чергу будівництва намічено завершити у 2009 році, після чого завод буде здатний випускати 30 ракет-носіїв «Великий похід» щорічно. На липень 2008 року розвиток двигунів першого ступеню було завершено. Компонентами палива служитимуть рідкий кисень/гас, тяга 122,4 тс (1 200 кН).
Перший запуск відбувся 3 листопада 2016 року, ракета-носій успішно вивела на орбіту експериментальний супутник «Шицзянь-17».
15 грудня 2023 року Китай здійснив запуск ракети-носія серії «Великий похід 5», яка вивела на орбіту штучний супутник Yaogan-41. Експерти вважають, що Yaogan-41, як супутник військового призначення, може розміститися на геосинхронній орбіті, забезпечуючи безперервне спостереження за великими регіонами, включаючи Китай, Тайвань і сусідні країни.

## Особливості конструкції
Генеральним конструктором ракети-носія ВП-5 є Лі Дун (Li Dong) з Китайського дослідного інституту ракетної техніки. Сімейство ракет-носіїв включатиме центральний триступеневий блок із діаметром не більше 5,2 м. Загальна висота 60,5 м, маса 643 т, загальна тяга при старті 833,8 тс. Бічні прискорювачі в різних варіантах мають діаметр від 2,25 м до 3,35 м і збиратимуться з центральним блоком.
Можливий вибір між гасовими двигунами з тягою 122,4 тс (1200 кН) і двигунами на рідкому кисні/рідкому водні з тягою 50,98 тс (500 кН). Верхній ступінь використовуватиме модифікований рідинний двигун YF-75.
Розробка двигунів почалася у 2000—2001 роках, випробування проводилися Китайським національним космічним управлінням (КНКУ) у 2005 році. Моделі двигунів YF-100 та YF-77 були успішно випробувані в середині 2007 року.
Серія ракет-носіїв ВП-5 виводитиме на низьку опорну орбіту від 1,5 до 25 т, маса вантажу, що виводиться на ГСО, буде в діапазоні 1,5—14 тонн. Це дасть змогу замінити попередні моделі ракети-носіїв ВП-2, ВП-3 і ВП-4, які використовуються зараз[коли?] і збільшити можливості сімейства ракет-носів «Великий похід». Найважча версія ракети-носія ВП-5, яка матиме центральний блок із діаметром 5 м і чотири навісні прискорювачі з діаметром 3,5 м, буде здатна виводити на низьку опорну орбіту до 25 тонн вантажу.

## Технічні характеристики
| Варіант                                      | CZ-5-200          | CZ-5-320            | CZ-5-504            | CZ-5-522                       | CZ-5-540            |
| -------------------------------------------- | ----------------- | ------------------- | ------------------- | ------------------------------ | ------------------- |
| Прискорювачі                                 | —                 | 2xCZ-5-200, YF-120t | 4xCZ-5-300, YF-120t | 2xCZ-5-200 2xCZ-5-300, YF-120t | 4xCZ-5-200, YF-120t |
| Перший ступінь                               | CZ-5-200, YF-120t | CZ-5-300, YF-120t   | CZ-5-500, 2xYF-50t  | CZ-5-500, 2xYF-50t             | CZ-5-500, 2xYF-50t  |
| Другий ступінь                               | CZ-YF-73, YF-73   | CZ-5-KO,            | CZ-5-HO, 2xYF-75    | CZ-5-HO, 2xYF-75               | CZ-5-HO, 2xYF-75    |
| Третій ступінь (для ННО не використовується) | —                 | CZ-5-HO, YF-75      | —                   | —                              | —                   |
| Тяга (біля землі)                            | 134 тс (1,34 МН)  | 720 тс (7,2 МН)     | 1064 тс (10,64 МН)  | 824 тс (8,24 МН)               | 584 тс (5,84 МН)    |
| Повна маса                                   | 82 т              | 420 т               | 800 т               | 630 т                          | 470 т               |
| Висота (макс.)                               | 33 м              | 55 м                | 62 м                | 58 м                           | 53 м                |
| Маса КН, що виводиться (ННО 200 км)          | 1,5 т             | 10 т                | 25 т                | 20 т                           | 10 т                |
| Маса КН, що виводиться (ГПО)                 | —                 | 6 т                 | 14 т                | 11 т                           | 6 т                 |

## Споріднені ракети-носії
- Ангара А5, Протон-М (Росія)
- Ariane 5 (Франція, Євросоюз)
- GSLV Mk.III (Індія)
- Falcon 9, Atlas V, Дельта IV (США)
- H-III (ракета-носій) (Японія)